# Andreas Lukse
Andreas Lukse (ur. 8 listopada 1987 w Wiedniu) – austriacki piłkarz występujący na pozycji bramkarza. Wychowanek Rapidu Wiedeń, obecnie jest zawodnikiem austriackiego klubu Rheindorf Altach. Młodzieżowy reprezentant Austrii.